# Trichotosia xanthotricha
Trichotosia xanthotricha là một loài thực vật có hoa trong họ Lan. Loài này được (Schltr.) Kraenzl. miêu tả khoa học đầu tiên năm 1911.